# Лазерсон, Тамара Владимировна
Тамара Владимировна Лазерсон-Ростовская (6 марта 1929, Каунас, Литва — 4 августа 2015, Хайфа, Израиль) — узница Каунасского гетто, автор дневника, поэтесса.

## Биография
Родилась в еврейской семье. Ее отец Владимир Лазерсон был известным в Литве профессором психологии, заведующим кафедрой в Вильнюсском, а затем и в Каунасском университете, практикующим врачом-психиатром, мать Регина (урождённая Сапочински) — детским врачом.
После оккупации Литвы нацистской Германией первой жертвой нацистов в семье Лазерсонов стал старший брат Тамары 16-летний Рудольф. В начале июля 1941 года его схватили и как еврея-комсомольца расстреляли. 12-летняя Тамара вместе с родителями и двумя братьями в августе 1941 года переселилась в гетто. Её родители были вынуждена обменять принадлежавшую нам виллу, расположенную в центре города, на 4-комнатный деревянный дом в гетто. Сначала в их распоряжении был весь этот дом, но постепенно их стали уплотнять и, в конце концов, оставили одну небольшую комнатку с кухней. Тамара и её брат Виктор начали вести дневники на литовском языке, который для них был родным, еще до войны. Тамару и её брата отправили на принудительные работы на огороды. В сопровождении конвоя их ежедневно отправляли на работу на аэродром Алексотас, расположенный в 3 км от города.
7 апреля 1944 года Тамара бежала из колонны узников гетто, которые шли на работу. Её отец через своего коллегу-врача, дочь которой находилась в бегах, разыскал бывшую школьную учительницу истории Тамары, Петронеле Ластиене. Эта мужественная женщина согласилась помочь девочке, предоставив ей укрытие и фальшивое свидетельство о рождении на имя литовки Эленуте Савицкайте. Выдавая себя за сироту-литовку, Тамара до освобождения Литвы советскими войсками скрывалась в нескольких литовских семьях в Каунасе и в усадьбе Пакамачай, расположенной на границе с Латвией, где жила сестра Петронеле Ластиене со своим мужем.
При ликвидации Каунасского гетто в июле 1944 года 6000 выживших узников были отправлены в концлагеря Дахау и Штуттгоф. Среди них были и родители Тамары. Её мать в конце 1944 года умерла от тифа в Штуттгофе, а отец погиб в Дахау уже в 1945 году, незадолго до конца войны. Брат Тамары Виктор смог бежать и присоединиться к партизанам. Когда в 1946 году он впервые вновь встретился с сестрой, он вручил ей спасенный им её дневник (он полгода пролежал в земле, куда в жестяной коробке его закопал Виктор). Тамара продолжала вести записи в этом дневнике до конца 1946 года.
После войны Тамара жила в Каунасе, работала и училась в вечерней школе, затем в местном университете. Там она познакомилась с уроженцем Паланги Михаилом Ростовским, который был единственным выжившим членом своей семьи. После окончания учебы они поженились, у них родились две дочери. В 1971 году их семья эмигрировала в Израиль, в 1975 году в Израиль эмигрировал и брат Тамары Виктор.
Поскольку Тамара знала, что при досмотре эмигрантов, покидающих СССР, все рукописи у них отбирают, свой дневник она отослала в Израиль дипломатической почтой через посольство Нидерландов в Москве, представлявшее интересы Израиля. В 1975 году дневник Тамары в переводе на иврит был опубликован в Израиле, в 1997 году — в литовском оригинале в Литве, а в 2011 году — на русском языке в Москве.
Тамара около 20 лет была автором израильского еженедельника «Секрет» и газеты «Новости недели». Она стала соавтором вышедшей в свет в 2011 году книги «Записки из Каунасского гетто», куда вошли страницы из ее дневника, очерки и стихи, а также выдержки из писем, полученных от её литовских спасительниц.
После войны три спасительницы Тамары были арестованы как участницы группы литовской интеллигенции, подписавшей петицию о независимости Литвы. Петронеле Ластиене провела в заключении семь лет, затем вернулась на родину, умерла в 1981 году. 30 июля 2000 года благодаря усилиям Тамары Яд ва-Шем посмертно удостоил Петронеле Ластиене, Броне Паедайте и Веронику Жвиронайте звания Праведникa народов мира.